# Canal latéral à la Marne

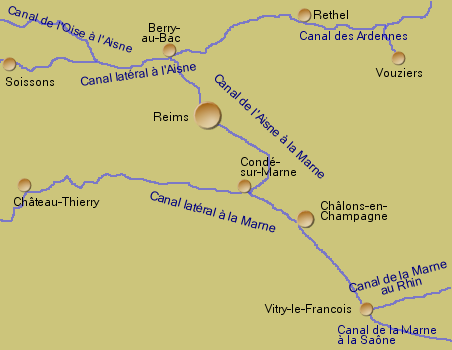
Système de canaux en région Champagne-Ardenne.

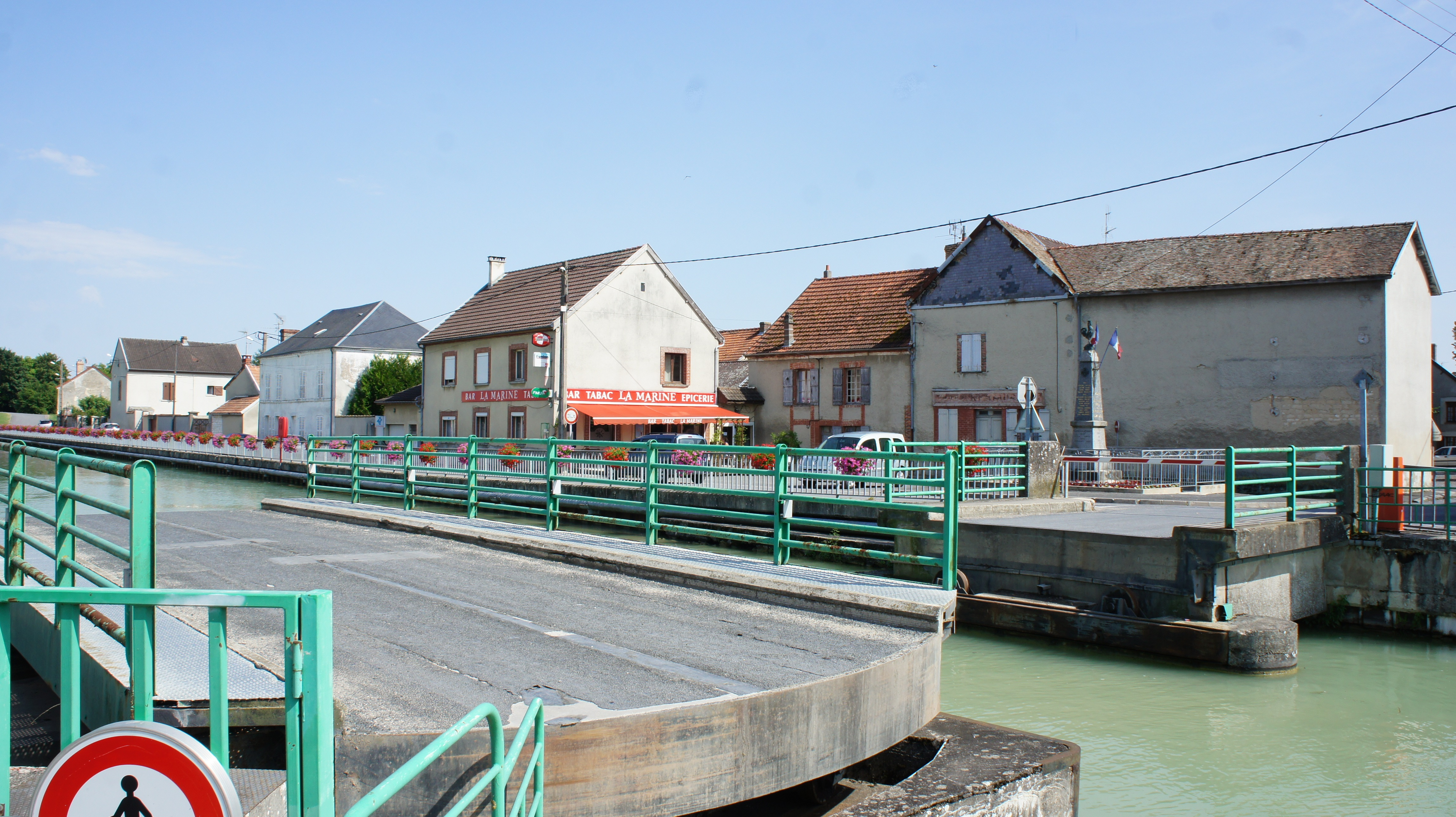
un pont pivotant sur le canal.

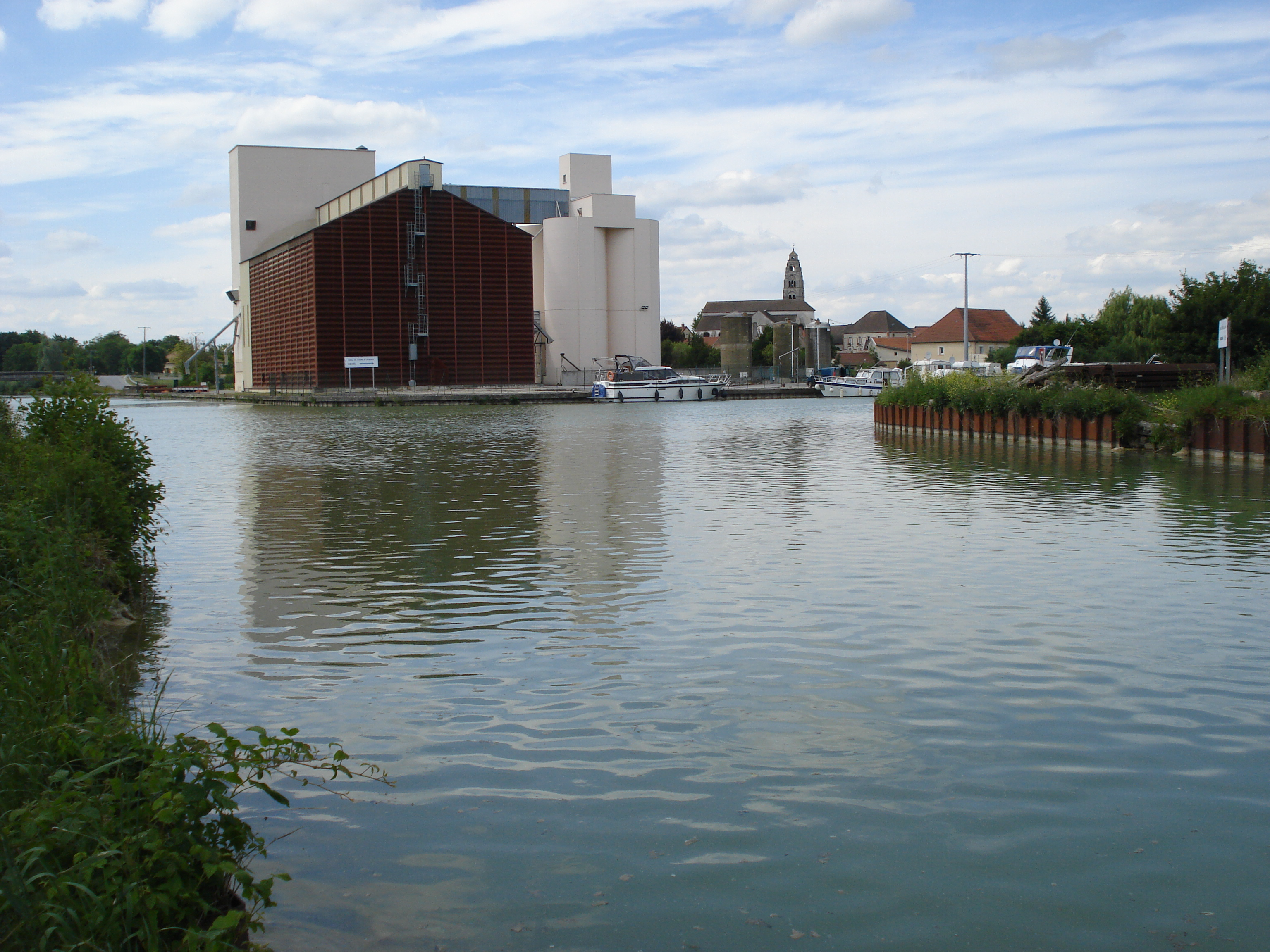
Condé-sur-Marne à la jonction Canal de l'Aisne à la Marne - Canal latéral à la Marne.

Le canal latéral à la Marne longe la rivière de Vitry-le-François à Dizy ; il est intégralement situé dans le département de la Marne et dessert la ville de Châlons-en-Champagne et passe à proximité d'Épernay, 1,5 km au nord de cette ville.
Il mesure 67 km et comprend 15 écluses au gabarit Freycinet (39 m sur 5,10). Il a été ouvert au cours de la première moitié du XIXe siècle. Propriété de l'État, il est géré par Voies navigables de France.

## Histoire
Le canal a été mis en service en 1845.

## Culture populaire

### Le Baron de l'Écluse
C'est probablement l'écluse no 10 « Juvigny (Marne) », à quelques kilomètres en aval de Châlons-sur-Marne, qui est le lieu réel de la seconde partie de l'action du film de Jean Delannoy Le Baron de l'écluse, en 1960 avec Jean Gabin et Micheline Presle. Le lieu est rebaptisé Vernisy dans le film (orthographe relevée sur le panneau publicitaire du restaurant), ce qui a pu induire certains en erreur en situant l'action sur le canal du Centre, où, en effet, existe un Vernizy à l'amont de Génelard, mais dépourvu d'écluse. De plus, le canal du Centre n'est pas sur la route logique de Rotterdam à la Méditerranée, tandis que le canal Latéral à la Marne l'est (par Saint-Quentin, Reims, Vitry-le-François, Langres puis la Saône et le Rhône). Et plusieurs fois, il est question de Châlons qui est tout près et une fois du département de la Marne. L'un des personnages locaux, joué par Jean Desailly, est producteur de champagne. Or Chalon-sur-Saône est éloigné de Vernizy de plus de 50 km. La Poste, est mentionnée à 2 km dans le film ce qui correspond à la distance du bourg de Juvigny depuis l'écluse, à cette époque, les petits villages étaient encore dotés de ce service public. Le lieu de tournage est plus incertain et il n'est pas sûr qu'il soit unique pour ce qui est censé se passer au même endroit.

### Le Charretier de la Providence
L'intrigue du livre Le Charretier de la Providence, deuxième roman de Georges Simenon de la série des Commissaire Maigret, se déroule le long du canal latéral à la Marne. L'histoire débute en effet par un meurtre à Dizy et se termine à Vitry-le-François, d'un bout à l'autre du canal que l'inspecteur Maigret parcourt totalement à vélo afin de résoudre le crime.

## Aménagement cyclable
Le canal est longé sur la totalité de sa longueur de Dizy à Vitry-le-François par la voie verte de la Vallée de la Marne qui se prolonge en aval au bord de la Marne de Dizy à Dormans.